# 线叶旋花
线叶旋花（学名：Convolvulus lineatus）为旋花科旋花属的植物。分布在亚洲温带、俄罗斯、欧洲以及中国大陆的新疆等地，生长于海拔540米至1,800米的地区，常生于干草原地带、半荒漠草原以及砾石滩中，目前尚未由人工引种栽培。
其种加词“Lineatus”意为“线形的叶子”。